# Ole Bjur
Ole Bjur (ur. 13 września 1968 w Rødovre) – duński piłkarz występujący na pozycji obrońcy.

## Kariera klubowa
Bjur karierę rozpoczynał w sezonie 1988 w drugoligowym zespole Vanløse IF. W 1991 roku przeszedł do pierwszoligowego Brøndby IF. Występował tam do końca kariery w 2001 roku. Przez ten czas zdobył z zespołem trzy mistrzostwa Danii (1996, 1997, 1998), dwa Puchary Danii (1994, 1998) oraz trzy Superpuchary Danii (1994, 1996, 1997).

## Kariera reprezentacyjna
W reprezentacji Danii Bjur zadebiutował 14 sierpnia 1996 w wygranym 1:0 towarzyskim meczu ze Szwecją, w którym strzelił także gola, który był jednocześnie jego jedynym w kadrze. W latach 1996–1997 w drużynie narodowej rozegrał 3 spotkania.